# Ophiodes striatus
Ophiodes striatus là một loài thằn lằn trong họ Anguidae. Loài này được Spix mô tả khoa học đầu tiên năm 1824.